# Rajá Sinha I de Ceitavaca
Rajá Sinha, Rajasinha ou Rajá Singa, o Rajú dos cronistas portugueses, foi rei do Reino de Ceitavaca, no atual Seri Lanca, entre 1581 e 1593. Em seu reinado, enfrentou constantemente os invasores portugueses.